# Navacchio (przystanek kolejowy)
Navacchio (wł. Stazione di Navacchio) – przystanek kolejowy w Navacchio (gmina Cascina), w prowincji Piza, w regionie Toskania, we Włoszech. Znajduje się na linii Leopolda.
Według klasyfikacji RFI ma kategorią brązową.

## Linie kolejowe
- Leopolda (Florencja – Piza)

## Połączenia
Przystanek jest obsługiwana przez pociągi regionalne Trenitalia na podstawie umowy o świadczenie usług z regionu Toskania.